# 1780
1780. је била преступна година.

## Догађаји

### Јануар
- 16. јануар — Британска флота под командом адмирала Џорџа Роднија је поразила шпанску флоту у бици код рта Свети Винсент.

### Мај
- 29. мај — Војска састављена претежно од лојалиста је поразила Континенталну војску у бици код Ваксхоа.

### Август
- 16. август — Британци су победили Американце у бици код Камдена у Америчком рату за независност.

### Септембар
- 21. септембар — Бенедикт Арнолд предао детаљне планове Вест Поинта мајору Џону Андреу. Три дана касније, Андре је ухваћен са документима који откривају да је Арнолд планирао да преда Вест Поинт Британцима.
- 25. септембар — Бенедикт Арнолд пребегао Британцима у Њујорк.

### Новембар
- 4. новембар — Тупак Амару II је повео устанак Ајмара, Кечуа и местика против шпанске власти у Вицекраљевству Перу.

### Децембар
- 20. децембар — почео Четврти англо-холандски рат.[1]

## Рођења

### Јун
- 1. јун — Карл фон Клаузевиц, пруски генерал

### Децембар
- Википедија:Непознат датум — Хајдук Вељко, српски устаник. († 1813)